# Atletica leggera ai XII Giochi panafricani - 1500 metri piani maschili
La specialità dei 1500 metri piani maschili ai XII Giochi panafricani si è svolta il 28 e 29 agosto 2019 allo Stadio Moulay Abdallah di Rabat, in Marocco.
La competizione è stata vinta dal keniano George Meitamei Manangoi, che ha preceduto il gibutiano Ayanleh Souleiman (argento) e il connazionale Charles Cheboi Simotwo (bronzo).

## Podio
| Oro     | George Meitamei Manangoi Kenya |
| Argento | Ayanleh Souleiman Gibuti       |
| Bronzo  | Charles Cheboi Simotwo Kenya   |

## Risultati

### Batterie
Qualificazione: i primi 4 di ogni batteria (Q) e i 4 migliori tempi degli esclusi (q) si qualificano in finale.
| Class | Gruppo | Nome                     | Nazione            | Tempo   | Note |
| ----- | ------ | ------------------------ | ------------------ | ------- | ---- |
| 1     | 1      | Hicham Ouladha           | Marocco            | 3:38.60 | Q    |
| 2     | 1      | Boaz Kiprugut            | Kenya              | 3:38.62 | Q    |
| 3     | 1      | Kebede Endale            | Etiopia            | 3:39.24 | Q    |
| 4     | 1      | Gabriel Gerald Geay      | Tanzania           | 3:39.30 | Q    |
| 5     | 1      | Abdullahi Jama Mohamed   | Somalia            | 3:39.97 | q    |
| 6     | 1      | Youssouf Hiss Bachir     | Gibuti             | 3:40.04 | q    |
| 7     | 1      | Birhanu Sorsa            | Etiopia            | 3:42.62 | q    |
| 8     | 2      | Abdalaati Iguider        | Marocco            | 3:42.98 | Q    |
| 9     | 2      | Charles Cheboi Simotwo   | Kenya              | 3:43.15 | Q    |
| 10    | 1      | Guem Guem                | Sudan del Sud      | 3:43.36 | q    |
| 11    | 2      | Ayanleh Souleiman        | Gibuti             | 3:43.42 | Q    |
| 12    | 2      | George Meitamei Manangoi | Kenya              | 3:43.44 | Q    |
| 13    | 1      | Dey Dey Tuach            | Sudan del Sud      | 3:43.79 |      |
| 14    | 2      | Taddese Lemi             | Etiopia            | 3:43.85 |      |
| 15    | 2      | Hicham Akenkam           | Marocco            | 3:44.41 |      |
| 16    | 2      | Abdi Waiss Mouhyadin     | Gibuti             | 3:44.98 |      |
| 17    | 2      | Meron Goitom             | Eritrea            | 3:48.02 |      |
| 18    | 2      | Alex Ngouari-Mouissi     | Rep. del Congo     | 3:48.12 |      |
| 19    | 2      | Wol Wol                  | Sudan del Sud      | 3:48.43 |      |
| 20    | 2      | Patrick Nibafasha        | Burundi            | 3:49.25 |      |
| 21    | 1      | Tshepiso Masalela        | Botswana           | 3:50.29 |      |
| 22    | 1      | Manuel Benjamin          | Guinea Equatoriale | 3:54.41 |      |
| 23    | 2      | Mohammad Ilshad Dookun   | Mauritius          | 4:01.00 |      |
| 24    | 2      | Melchor Oyono Abaga      | Guinea Equatoriale | 4:22.63 |      |
| dns   | 1      | Ali Hisseine Mahamat     | Ciad               | dns     |      |
| dns   | 1      | Abdessalem Ayouni        | Tunisia            | dns     |      |
| dns   | 2      | Hamada Mohamed           | Egitto             | dns     |      |

### Finale
| Class   | Nome                     | Nazione       | Tempo   | Note |
| ------- | ------------------------ | ------------- | ------- | ---- |
| Oro     | George Meitamei Manangoi | Kenya         | 3:38.27 |      |
| Argento | Ayanleh Souleiman        | Gibuti        | 3:38.44 |      |
| Bronzo  | Charles Cheboi Simotwo   | Kenya         | 3:38.51 |      |
| 4       | Abdalaati Iguider        | Marocco       | 3:38.59 |      |
| 5       | Hicham Ouladha           | Marocco       | 3:39.00 |      |
| 6       | Gabriel Gerald Geay      | Tanzania      | 3:39.29 |      |
| 7       | Kebede Endale            | Etiopia       | 3:40.01 |      |
| 8       | Boaz Kiprugut            | Kenya         | 3:40.44 |      |
| 9       | Abdullahi Jama Mohamed   | Somalia       | 3:41.49 |      |
| 10      | Birhanu Sorsa            | Etiopia       | 3:42.97 |      |
| 11      | Guem Guem                | Sudan del Sud | 3:45.94 |      |
| dnf     | Youssouf Hiss Bachir     | Gibuti        | dnf     |      |